# Prolasso
Il prolasso è la fuoriuscita di un organo o di una sua parte, dalla sua collocazione naturale; questo può avvenire attraverso aperture naturali (ad esempio da vagina o ano), solitamente a causa del rilasciamento dei normali mezzi di fissazione dell'organo, o artificiali (ad esempio da una ferita).
I più frequenti sono i prolassi dell'utero o del retto. La terapia è solitamente di tipo chirurgico.